# 할리나 허친스
할리나 허친스(Halyna Hutchins, 우크라이나어: Галина Хатчінс 할리나 하친스[*], 1979년 4월 10일 ~ 2021년 10월 21일)는 미국에서 활동한 우크라이나의 영화 촬영 감독, 기자이다.
소련 시대 우크라이나 지토미르주에서 태어나 소련 해군으로 북극해에 주둔했던 아버지와 함께 무르만스크에서 살았다. 키예프 대학교에서 언론을 전공하고 동유럽에서 탐사보도 다큐멘터리를 만들었다. 미국으로 건너가서는 영화 촬영 감독으로 활동했다.

## 사망
2021년 10월 21일 서부 영화 《러스트》를 촬영 중 배우 앨릭 볼드윈이 쏜 총에 맞아 뉴멕시코 대학 병원으로 이송됐지만 숨졌다. 소품으로 실제 총인 콜트 .45 권총을 썼고 실수로 실탄이 장전되어 있었던 것이다. 감독인 조엘 수자도 어깨에 총알을 맞는 사고를 당했다. 허친스의 유족들은 앨릭 볼드윈과 영화 제작진의 부주의와 예산 삭감에 원인이 있다며 소송을 걸었다. 200명 이상의 촬영 감독들은 촬영 현장에서 실제 총과 실탄을 쓰는 것을 금지해달라는 공개 서한을 발표했다.